# Emoia nigromarginata
Emoia nigromarginata — вид сцинкоподібних ящірок родини сцинкових (Scincidae). Ендемік Вануату.

## Поширення і екологія
Emoia nigromarginata мешкають на островах Еспіриту-Санто, Пентекост, Ефате, Малекула, Амбрим, Епі та Анейтьюм в архіпелазі Нові Гебриди. Вони живуть у вологих тропічних лісах, трапляються в садах та на плантаціях. Зустрічаються на висоті до 650 м над рівнем моря.